# Leon Björker

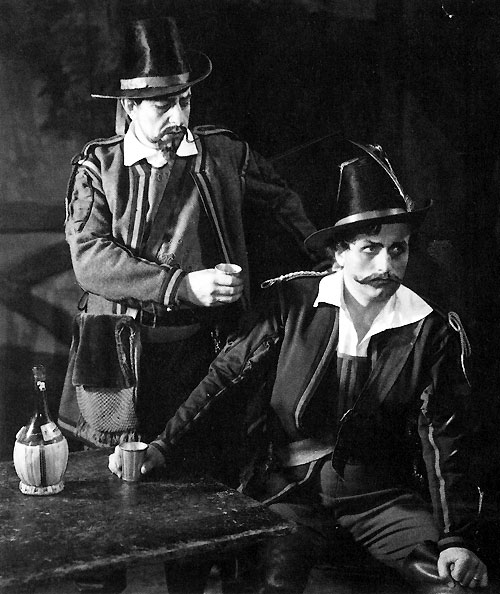
Leon Björker als Kaspar mit Set Svanholm als Max im Freischütz an der Kungliga Operan (1936).

Leon Björker (1. Mai 1900 in Stockholm – 5. Februar 1962 ebenda) war ein schwedischer Opernsänger (Bass).

## Leben
Björker erhielt seine Ausbildung von Oskar Lejdström und am Opernstudio von John Forsell in Stockholm. Danach war er 32 Jahre lang, von 1928 bis 1960 im Ensemble der Kungliga Operan, bei der er als „Komtur“ im Don Giovanni sein Debüt gab. 1934 war er als Bass in der Uraufführung der Oper Fanal von Kurt Atterberg tätig. Er arbeitete zudem als Konzert- und Oratoriensänger. 
1952 wurde er zum schwedischen Hofsänger ernannt.